# أمير غبي (كوهمرة خامي)
أمیر غبي (بالفارسية: امیرگپی) هي قرية تقع في إيران في قسم كوهمرة خامي الريفي.